# Martinov (Ostrava)
Martinov je bývalá obec a od 24. listopadu 1990 městský obvod statutárního města Ostravy. Rozkládá se na pravém břehu řeky Opavy.

## Historie
První písemná zmínka je z listiny datované roku 1424, kdy majitel obce Jan z Kravař na Bílovci a Fulneku zapsal část Martinova své manželce Anně jako věno. Obec své majitele střídala poměrně často. Posledním z nich v době poddanství byl od roku 1843 Jindřich hrabě z Demblína, který v té době vlastnil také Třebovice. Roku 1865 koupil Martinov a Třebovice Josef Stonawski, po kterém je zdědila jeho dcera Marie. Po svatbě začala Marie Scholzová-Stonawská psát pod pseudonymem Marie Stona a stala se uznávanou německou básnířkou a spisovatelkou. Její dcera, Helena Scholzová (provdaná Železná), pak byla významnou sochařkou. Martinov byl ryze zemědělskou vsí. Ani překotný rozvoj průmyslu v okolí nedokázal změnit zemědělský charakter obce. Ačkoliv většina práce schopných mužů pracovala v okolních podnicích, zemědělská výroba zde nikdy neustala. Po Mnichovské dohodě se Martinov stal od 10. října 1938 součástí Třetí říše až do osvobození 27. dubna 1945. K Ostravě byla samostatná obec připojena 1. července 1961. V obecním pečetidle se vždy vyskytoval svatý Martin dělící se o svůj plášť se žebrákem.

## Název
Jméno Martinov je zřejmě odvozeno od osobního jména Martin, což měl být neznámý lokátor vsi. Během let bylo mnohokrát změněno:
- 1424 – Myrtynow
- 1502 – Myrtinuov
- 1547 – Martinow
- 1610 – Martinuw
- 1720 – Martinow
- 1736 – Martzinau
- 1805 – Marzinau
- 1870 – Martinau

## Symboly
Znak a prapor byly uděleny usnesením Rady města Ostravy číslo 398/10 z 11.04.1995.
Znak
V modrém štítě na stříbrném koni v poskoku sv. Martin ve zlaté římské zbroji s červeným chocholem na hlavě rozsekávající stříbrným mečem svůj červený plášť.
Prapor
Avers opakuje znak, revers tvoří tři vodorovné pruhy, červený, bílý a modrý.

## Osobnosti
- Artur Závodský (1912–1982), český literární historik a teoretik

## Další informace
Obcí protéká Plesenský potok (pravostranný přítok řeky Opavy).
V jižní části katastru obce se nachází přírodní památka Turkov (lužní les).